# Île de l'ail
L'île de l'ail est une île de la mer Méditerranée à Boulimat en Algérie. 

## Description
L'île côtière est située au large de la plage.
Sa superficie est d'environ 0,36 hectare.
A son Nord-est se trouve l'île des Pisans.